# Altwismarstraße 23 (Wismar)
Das Wohn- und Geschäftshaus (Säulenhaus) Altwismarstraße 23 in Wismar-Altstadt, Altwismarstraße, ist ein klassizistisches Gebäude von um 1830. Heute ist hier ein Restaurant.
Das Gebäude steht unter Denkmalschutz.

## Geschichte
Das dreigeschossige Vorderhaus von 1830 wurde erbaut auf einem alten Keller aus dem 15./16. Jahrhundert. Die Rückfassade ist ein verklinkertes Fachwerk. Die hintere zweigeschossige Kemlade mit historischen Ausmalungen entstand in der Zeit der Renaissance und wurde um 1850 um ein drittes Geschoss aufgestockt. Der lange Leerstand der Obergeschosse ohne Bauunterhaltung verursachte schwere Schäden am Haus. Durch die Nutzung von Imbiss Eis-Mohr im Erdgeschoss konnte Schlimmeres verhindert und ein Abbruch bis 1990 vermieden werden.
Das Haus mit rund 1000 m² Nutzfläche wurde bis 2015 nach Plänen von die Bauplanung (Wismar) mit Mitteln der Städtebauförderung saniert. Der 1960 abgerissene Altan mit seinen vier ionischen Säulen und dem Balkon wurde wieder hergestellt.
Im Haus sind nun mehrere Wohnungen, Büros und ein Restaurant.